# Bicknor
Bicknor is een civil parish in het bestuurlijke gebied Maidstone, in het Engelse graafschap Kent.